# Chuyển tiếp tổng thống Hoa Kỳ
Tại Hoa Kỳ, chuyển tiếp tổng thống là quá trình trong đó quyền lực của tổng thống Hoa Kỳ được chuyển từ một tổng thống đương nhiệm sang tổng thống đắc cử. Quá trình chuyển đổi chính thức diễn ra giữa ngày bầu cử, vào thứ Ba đầu tiên của tháng 11, cứ bốn năm một lần và ngày nhậm chức, khi tổng thống mới tuyên thệ nhậm chức, mặc dù kế hoạch chuyển đổi có thể bắt đầu bất kỳ lúc nào trước thời điểm các cuộc bầu cử.
Tu chính án thứ 20 của Hiến pháp Hoa Kỳ, được thông qua vào năm 1933, rút ngắn thời gian chuyển tiếp bằng cách chuyển thời điểm bắt đầu và kết thúc nhiệm kỳ của tổng thống và phó tổng thống từ ngày 4 tháng 3 sang ngày 20 tháng 1. Tổng thống sắp mãn nhiệm thường được gọi là tổng thống vịt què. Quá trình chuyển đổi cũng có thể phát sinh trong thời gian tới nếu tổng thống qua đời, từ chức hoặc bị cách chức.
Đạo luật Chuyển giao Tổng thống năm 1963 đã thiết lập các cơ chế hiện đại tạo điều kiện cho quá trình chuyển giao quyền lực có trật tự và hòa bình. Theo thông lệ và luật liên bang hiện hành, các ứng cử viên tổng thống của đảng lớn đủ điều kiện nhận các cuộc họp giao ban an ninh quốc gia đã được phân loại sau khi đề cử của họ được chính thức hóa tại đại hội quốc gia của đảng đó. Họ cũng được Cơ quan Quản lý Dịch vụ Tổng thống cung cấp các dịch vụ và cơ sở chuyển tiếp tổng thống, bao gồm không gian văn phòng, thiết bị và thanh toán các chi phí liên quan nhất định.
Quá trình chuyển tiếp này thường liên quan đến một số kế hoạch trước bầu cử và liên quan đến việc xem xét các nhân sự chủ chốt từ các nhân viên của tổng thống sắp mãn nhiệm và sắp mãn nhiệm, yêu cầu nguồn lực và bao gồm một loạt các hoạt động, chẳng hạn như xem xét các ứng cử viên cho các vị trí trong chính quyền mới, giúp làm quen với quản trị với các hoạt động của cơ quan hành pháp, và phát triển một nền tảng chính sách toàn diện. Chỉ còn 72 đến 78 ngày từ ngày bầu cử đến khi nhậm chức, các chuyên gia quản trị giỏi và các quan chức liên bang gần đây đã thúc đẩy các ứng cử viên bắt đầu lên kế hoạch cho một chính quyền tiềm năng sớm hơn và sớm hơn trong lịch bầu cử.